# Lotta Olivecrona
Charlotta Elisabeth (Lotta) Eenfeldt Olivecrona, född 1964 i Göteborg, är en svensk författare och läkare.
Charlotta Olivecrona är född 1964 i Göteborg, bosatt i Enebyberg utanför Stockholm.

## Priser och utmärkelser
- Slangbellan 2005 (för, Vren: De glömda rummen)